# Joan dos Santos Nunes
Joan dos Santos Nunes, noto semplicemente come Joan (Natal, 4 luglio 1976), è un ex giocatore di calcio a 5 brasiliano.

## Carriera
Come massimo riconoscimento in carriera vanta la partecipazione, con la nazionale brasiliana, al FIFA Futsal World Championship 2000 in cui la Seleçao, qualificata come campione continentale, ha perso la finale per 4-3 in favore della Spagna.

## Palmarès

### Competizioni nazionali
- Campionato russo: 5
Dinamo Mosca: 2002-03, 2004-05, 2005-06, 2006-07, 2007-08
- Coppa di Russia: 3
Dinamo Mosca: 2005, 2008, 2009
- Campionato kazako: 3
Kairat: 2012-13, 2013-14, 2014-15
- Coppa del Kazakistan: 3
Kairat: 2012-13, 2013-14, 2014-15

### Competizioni internazionali
- Coppa UEFA: 3
Dinamo Mosca: 2006-07
Kairat: 2012-13, 2014-15
- Coppa Intercontinentale: 1
Kairat: 2014